# Sonia Madejsker
Sonia Madejsker (auch Sonya Madeisker, Madeiskar, Madesker oder Madeysker; geboren 1914 in Wilna, Russland; gestorben März 1944 bei Wilna, Reichskommissariat Ostland) war eine polnische Kommunistin und jüdische Partisanin im Zweiten Weltkrieg.

## Leben
Sonia Madejsker wurde 1914 als Tochter der Lehrerin Helena und des Lehrers Hessel Madejsker in Wilna geboren. In ihrer zum russischen Zarenreich gehörenden Geburtsstadt, auch „Jerusalem des Ostens“ genannt, machten meist Jiddisch sprechende Juden mit 40 % die größte ethnische Gruppe aus, gefolgt von Polen, Russen und 2 % Litauern. 1918 beanspruchte die neu gegründete Republik Litauen die Stadt als Hauptstadt für sich, doch wurde sie von polnischen Truppen besetzt und 1922 ein Teil Polens. Sonia Madejsker wurde als junge Frau aktives Mitglied der verbotenen Kommunistischen Partei Polens, weswegen sie insgesamt acht Jahre im Łukiszki-Gefängnis in Wilna und in anderen polnischen Gefängnissen inhaftiert war. Durch den Einmarsch der Roten Armee in Wilna in Folge des Hitler-Stalin-Pakts kam Sonia Madejsker frei.
Nach dem Einmarsch der Wehrmacht in Wilna bei der Operation Barbarossa im Juni 1941 wurden sämtliche Juden der Stadt 1941 im Ghetto Wilna zusammengetrieben. Sonia Madejsker ging mit ihren Genossen aus der Kommunistischen Partei in den Untergrund und spielte als Kundschafterin und Kurierin eine wichtige Rolle. Im Januar 1942 beteiligte sie sich ebenso wie ihre Genossin Chiena Borowska an der Gründung der jüdischen Vereinigten Partisanenorganisation (Fareinikte Partisaner Organisatzije, FPO), die vom langjährigen Wilnaer Mitglied der Kommunistischen Partei Polens Jitzchak Wittenberg und nach dessen Tod von Abba Kovner geleitet wurde.
Da Sonia Madejsker akzentfrei Polnisch sprach, war sie, getarnt als katholische Polin, viel außerhalb des Ghettos unterwegs, unterhielt Kontakte zum Widerstand in Polen, Litauen und in den Ghettos und organisierte Verstecke für FPO-Mitglieder. Bei einer Kurierfahrt gemeinsam mit ihrer Genossin Cesia Rozenberg, die sie durch die Frontlinien zur Roten Armee führen wollte, wurden die beiden dreimal verhaftet, ohne dass sie als Jüdinnen erkannt wurden, und entkamen jedes Mal. Die Flucht zur Roten Armee scheiterte, doch kehrten die beiden Frauen sicher ins Ghetto zurück.
Als das Wilnaer Ghetto im September 1943 liquidiert wurde, spielte Sonia Madejsker eine entscheidende Rolle bei der Unterbringung der aus dem Ghetto durch die Kanalisation Flüchtenden in vorbereiteten Verstecken. Einige dieser Verstecke waren im Heereskraftfahrpark mit Duldung durch dessen Kommandeur, den Wehrmachtsoffizier Major Karl Plagge, eingerichtet worden. Dieser beschäftigte dort mehrere hundert Zwangsarbeiter samt ihren Familien und verhinderte so deren Liquidierung. Weitere von Sonia Madejsker und Vitka Kempner organisierte Unterkünfte halfen mehreren hundert FPO-Mitgliedern, in die Wälder in der Umgebung der Stadt zu entkommen. Sonia Madejskers Eltern wurden jedoch bereits 1942 in der Massenhinrichtungsstätte im Wald von Ponary erschossen. 
Im März 1944 spürte die Gestapo Sonia Madejskers Versteck auf und umstellte es. Sonia Madejsker eröffnete das Feuer und traf drei Gestapo-Beamte tödlich, doch kam sie gegen die Übermacht nicht an. Sie versuchte, sich das Leben zu nehmen, wurde schwer verwundet und im Łukiszki-Gefängnis in Wilna viele Tage schwer gefoltert, ohne dass die Gestapo brauchbare Informationen herauspressen konnte. Sonia Madejsker starb kurz darauf im Gefängnis.
Nicht lange danach wurde Wilna im Juli 1944 durch die Rote Armee rückerobert, woran auch mehrere ihrer Genossen aus der FPO beteiligt waren. Aus ihrer Familie überlebte niemand die Shoah: Auch ihre drei Schwestern, die im Widerstand in Minsk und in Białystok aktiv waren, und ihr Bruder erlebten das Kriegsende nicht.

## Gedenken
Posthum wurde Sonia Madejsker für ihre Verdienste im Partisanenkampf von der Volksrepublik Polen mit dem Silbernen Kreuz des Militärverdienstordens Virtuti Militari ausgezeichnet. Während der Sowjetzeit war in Vilnius die heutige Geliu-Straße nach ihr benannt.